# Kelmayisaurus
Kelmayisaurus (que significa "lagarto Karamay") é um gênero extinto de dinossauro terópode do clado Carcharodontosauridae do Cretáceo Inferior. Tinha cerca de 10 a 12 metros de comprimento e seu nome se refere à cidade produtora de petróleo de Karamay, na província de Xinjiang, no oeste da China, perto de onde foi encontrada.

## Descoberta
Kelmayisaurus é conhecido a partir do holótipo e único espécime IVPP V 4022. Consiste em um dentário esquerdo completo com dentes e maxila esquerda parcial. O espécime foi encontrado na Formação Lianmuqin do Grupo Tugulu, datando dos estágios Valanginiano e Albiano entre 140 e 100 milhões de anos atrás. A localidade da descoberta fica perto de Wuerho na Bacia do Zungar. Foi nomeado e descrito pela primeira vez pelo paleontólogo chinês Dong Zhiming em 1973 e a espécie-tipo é Kelmayisaurus petrolicus.

### Outra espécie
Uma suposta segunda espécie, K. "gigantus", foi mencionada em um livro popular como sendo uma coluna vertebral de 21 metros de comprimento da Formação Shishugou do Jurássico Médio. É um nomen nudum e não pertence ao Kelmayisaurus, mas parece ser um lapsus calami para o saurópode Klamelisaurus.

## Classificação
Kelmayisaurus foi pensado para ser um nomen dubium devido a seus restos escassos, e sua posição filogenética era incerta. Geralmente era considerado um tetanuro basal de afinidades incertas. No entanto, Kelmayisaurus é diagnosticável pela forma e presença de um sulco acessório profundamente inserido no lado lateral do dentário, o principal osso de suporte do maxilar inferior. Algumas de suas características são como as dos carcharodontossauros, mas também são vistas em grandes megalossauros como Megalosaurus e Torvosaurus.
Em 2011, uma redescrição do holótipo por Stephen L. Brusatte, Roger B.J. Benson e Xing Xu descobriu que Kelmayisaurus era um gênero válido de Carcharodontosauridae com uma única autapomorfia. Uma análise filogenética de Tetanurae recuperou K. petrolicus como um carcharodontosaurídeo basal em uma tricotomia com Eocarcharia e um clado compreendendo carcharodontosaurídeos mais derivados.